# Nelson Mandela
(N. Mandela, Lungo cammino verso la libertà)
Nelson Rolihlahla Mandela (Mvezo, 18 luglio 1918 – Johannesburg, 5 dicembre 2013) è stato un politico e attivista sudafricano, presidente del Sudafrica dal 1994 al 1999.
Antagonista, con il predecessore Frederik de Klerk, dell'apartheid e insieme a questi insignito del premio Nobel per la pace nel 1993, Mandela fu il primo presidente sudafricano non bianco a ricoprire tale carica; attivista per i diritti civili e avvocato, aveva scontato 27 anni di carcere per la sua lotta al segregazionismo razziale.
Rivoluzionario e successivamente uomo di un governo di riconciliazione e pacificazione, fu a lungo uno dei leader del movimento anti-apartheid ed ebbe un ruolo determinante nella caduta di tale regime, pur passando in carcere gran parte degli anni dell'attivismo anti-segregazionista. Uomo simbolo dell'uguaglianza e dell'antirazzismo, premio Nobel, Premio Lenin per la pace e Premio Sakharov per la libertà di pensiero, ha saputo dosare differenti approcci politici e pragmatici alla lotta di liberazione del suo popolo, dalle iniziali teorie di opposizione non violenta di Gandhi, che tenterà anche in seguito di anteporre alla lotta armata.
Di ideologia Ubuntu, internazionalista ma nel disegno del nazionalismo africano e socialista democratica, la sua ispirazione politica venne influenzata dal marxismo. Dal 1942 aderì all'African National Congress. Si ispirò in parte alla rivoluzione cubana nella fondazione del movimento armato Umkhonto we Sizwe; infatti tra la fine degli anni 50 e i primi anni '60, all'epoca dell'arresto che lo condurrà ad una prigionia di 27 anni fu anche membro del Comitato Centrale del Partito Comunista Sudafricano. Negli anni successivi, portò l'ANC nell'Internazionale Socialista. Protagonista insieme al presidente de Klerk delle trattative che portarono all'abolizione dell'apartheid all'inizio degli anni novanta, venne eletto presidente nel 1994, nelle prime elezioni multietniche della storia sudafricana, rimanendo in carica fino al 1999. Il suo partito, l'African National Congress (ANC), è rimasto da allora ininterrottamente al governo del Paese.
Mandela è il cognome assunto dal nonno paterno. Il nome "Rolihlahla" (letteralmente "colui che provoca guai") gli fu attribuito alla nascita; "Nelson" gli fu invece assegnato alle scuole elementari. Il nomignolo Madiba era il suo nome all'interno della tribù di appartenenza, dell'etnia Xhosa. La casa in cui Mandela abitò a Soweto è oggi sede del Mandela Family Museum, dedicato alla vita di Mandela.

## Biografia

### Origini e formazione

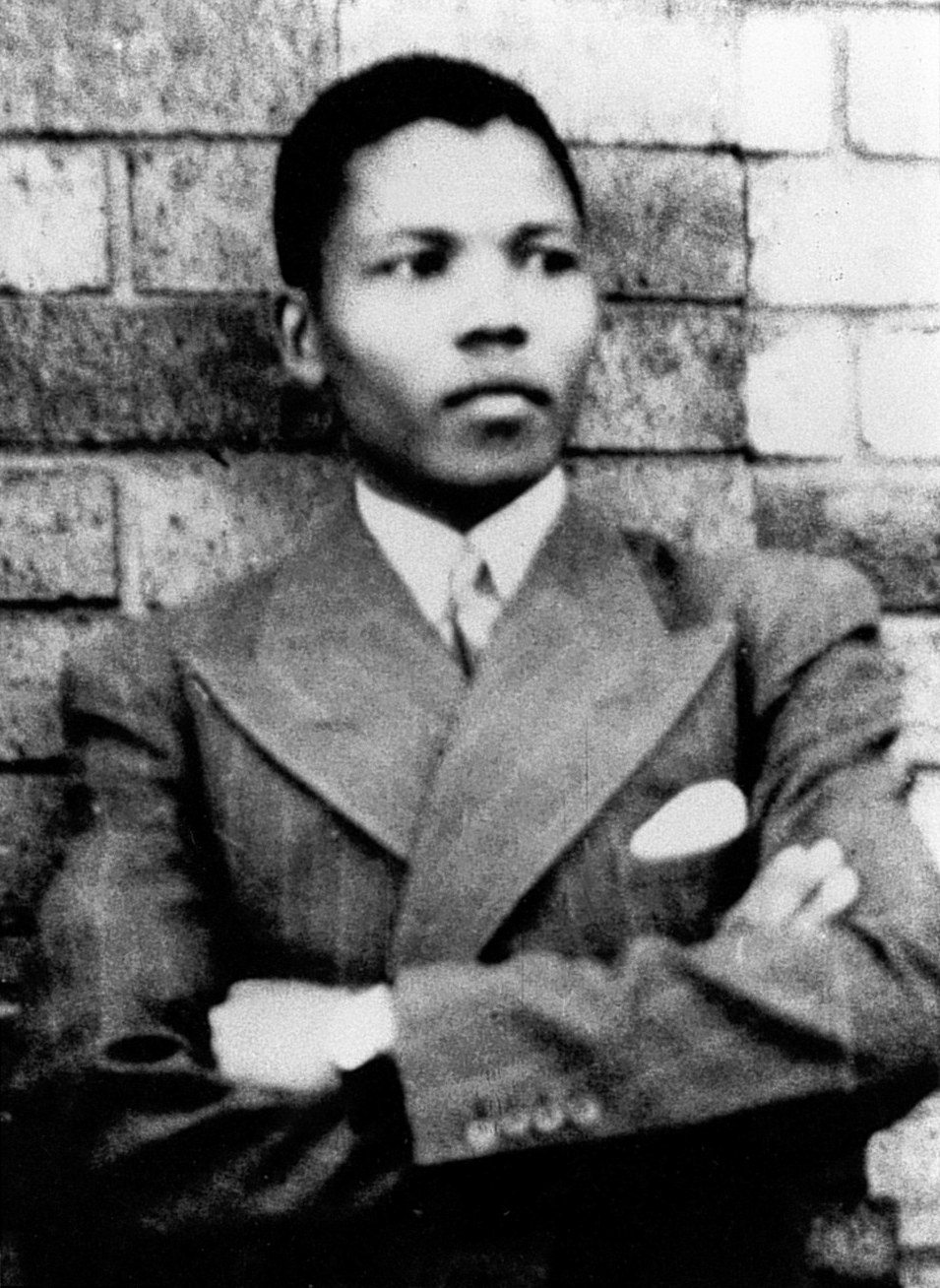
Nelson Mandela a 19 anni

Nacque il 18 luglio 1918 nel villaggio di Mvezo a Mthatha, allora parte della Provincia del Capo in Sudafrica. Il padre, Gadla (Henry Mphakanyiswa Mandela), era un capo locale e consigliere del monarca; fu nominato alla carica nel 1915, dopo che il suo predecessore fu accusato di corruzione da un magistrato bianco al governo. Poiché Mandela era il figlio del re da una moglie del clan Ixhiba, i discendenti del suo ramo cadetto della famiglia reale erano morganatici, non ammissibili per ereditare il trono ma riconosciuti come consiglieri reali ereditari. Nel 1940, all'età di ventidue anni, insieme al cugino Justice fu messo di fronte all'obbligo di doversi sposare con una ragazza scelta dal capo della tribù Thembu Dalindyebo. Questa imposizione di matrimonio combinato era una condizione che né Mandela né il cugino volevano tollerare. Così decise di scappare insieme al cugino, in direzione della città di Johannesburg.
Iniziò gli studi di legge alla University College of Fort Hare. Mandela fu coinvolto nell'opposizione al minoritario regime sudafricano, che negava i diritti politici, sociali e civili alla maggioranza nera sudafricana, che gli costò l'espulsione dall'istituzione accademica. Unitosi all'African National Congress nel 1942, due anni dopo fondò l'associazione giovanile Youth League, insieme a Walter Sisulu e Oliver Tambo. Continuò gli studi presso la University of South Africa e riuscì a laurearsi presso Fort Hare nel 1943. 
Mandela marciò nell'agosto 1943 a sostegno di un riuscito boicottaggio degli autobus per invertire l'aumento delle tariffe.
Nel 1944 si sposò con Evelyn Mase, dalla quale divorziò nel 1958.
Sempre nel 1944 entrò nel Comitato centrale della lega giovanile dell'ANC.

### Le idee e l'attivismo politico
Dopo la vittoria elettorale del 1948 da parte del Partito Nazionale, autore di una politica pro-apartheid di segregazione razziale, prese il posto di Zuma nell'esecutivo nazionale dell'ANC nel marzo 1950, e quello stesso anno fu eletto presidente nazionale della Lega giovanile dell'ANC.
Mandela si distinse nella campagna di resistenza del 1952, organizzata dall'ANC, ed ebbe un ruolo importante nell'assemblea popolare del 1955, la cui adozione della Carta della Libertà stabilì il fondamentale programma della causa anti-apartheid. Durante questo periodo Mandela e il suo compagno avvocato Oliver Tambo fondarono l'ufficio legale Mandela e Tambo fornendo assistenza gratuita o a basso costo a molti neri che sarebbero rimasti altrimenti senza rappresentanza legale.

### L'arresto e la detenzione

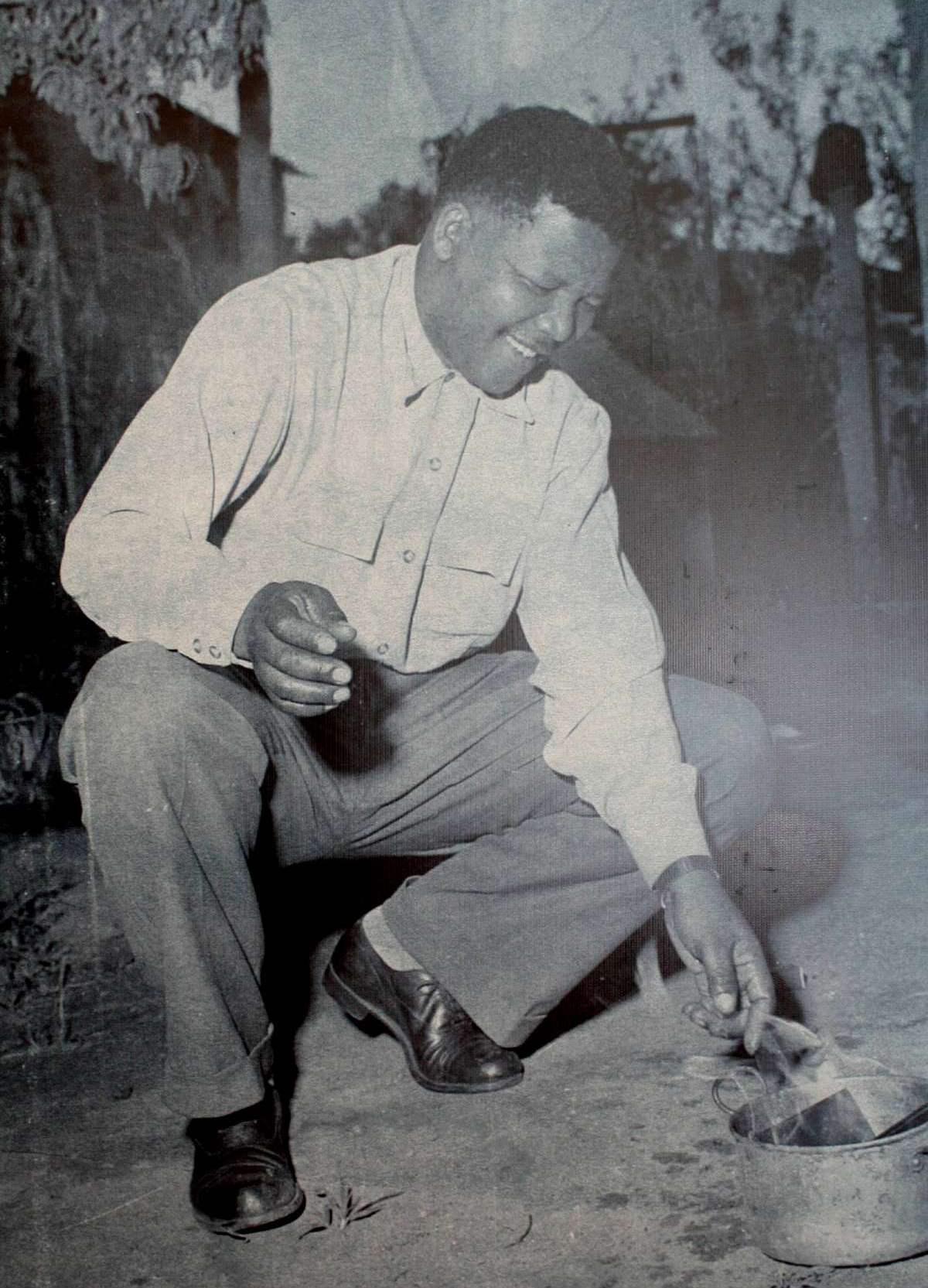
Mandela nell'atto di bruciare il suo pass book, un documento richiesto ai neri dalle leggi razziali (1960)

Fu arrestato assieme ad altre 150 persone il 5 dicembre 1956 con l'accusa di tradimento. Seguì un aggressivo processo, durato dal 1956 al 1961, al termine del quale tutti gli imputati furono assolti. Nel marzo del 1960, dopo gli avvenimenti del massacro di Sharpeville e la successiva interdizione dell'ANC e di altri gruppi anti-apartheid, Mandela e altri militanti appoggiarono la lotta armata. Nel 1958 aveva sposato in seconde nozze Winnie Madikizela, da cui poi si separò nel 1992.
Tra la fine degli anni '50 e i primi '60 fu anche membro del Partito comunista sudafricano. Ispirato dalle azioni del Movimento 26 luglio di Fidel Castro durante la Rivoluzione Cubana, nel 1961 Mandela, Sisulu e Slovo fondarono Umkhonto we Sizwe ("Lancia della Nazione", abbreviato MK). Diventato presidente del gruppo, sebbene inizialmente dichiarato ufficialmente separato dall'ANC per non contaminare la reputazione di quest'ultimo, MK è stato successivamente ampiamente riconosciuto come braccio armato del partito.
Nel 1962 viene arrestato una seconda volta per aver organizzato manifestazioni di protesta e per essere uscito dal paese senza l'autorizzazione delle autorità, e verrà condannato a 5 anni di carcere.
Durante la sua prigionia, la polizia arrestò importanti capi dell'ANC l'11 luglio 1963 presso la Liliesleaf Farm di Rivonia, accusandoli di alto tradimento. Mandela fu imputato anche in questo processo, e insieme ad altri fu accusato di sabotaggio e altri crimini. Joel Joffe, Arthur Chaskalson e George Bizos fecero parte della squadra di difesa che rappresentò gli accusati. Tutti, a eccezione di Rusty Bernstein, furono ritenuti colpevoli e condannati all'ergastolo, il 12 giugno 1964. L'imputazione includeva il coinvolgimento nell'organizzazione di azioni armate, in particolare di sabotaggio (reato del quale Mandela si dichiarò colpevole) e la cospirazione per aver cercato di aiutare gli altri Paesi a invadere il Sudafrica (reato del quale Mandela si dichiarò invece non colpevole). Per tutti i successivi 26 anni, Mandela fu sempre maggiormente coinvolto nell'opposizione all'apartheid, e lo slogan "Nelson Mandela Libero" divenne il grido di tutte le campagne anti-apartheid del mondo.
Mentre era in prigione, Mandela riuscì a spedire un manifesto all'ANC, pubblicato il 15 giugno 1980. Il testo recitava:
(Nelson Mandela)
Nell'aprile 1982, Mandela fu trasferito alla prigione di Pollsmoor a Tokai, Città del Capo, insieme ai dirigenti dell'ANC Walter Sisulu, Andrew Mlangeni, Ahmed Kathrada e Raymond Mhlaba; probabilmente isolati per rimuovere la loro influenza sui giovani attivisti a Robben Island. Rifiutando un'offerta di libertà condizionata in cambio di una rinuncia alla lotta armata (febbraio 1985), Mandela rimase in prigione fino al febbraio del 1990. Le crescenti proteste dell'ANC e le pressioni della comunità internazionale portarono al suo rilascio l'11 febbraio 1990, su ordine del Presidente sudafricano F. W. de Klerk, e alla fine dell'illegalità per l'ANC. Aveva 71 anni.
Mandela e de Klerk ottennero il Premio Nobel per la pace nel 1993. Mandela era già stato in precedenza premiato col Premio Sakharov per la libertà di pensiero nel 1988 e con il Premio Lenin per la pace nel 1990.
Durante i suoi 27 anni di detenzione, Mandela lesse molti testi, poemi, poesie liriche, libri in lingua afrikaner (olandese) e inglese, lingua che nel corso della detenzione imparò a perfezione conoscendo grammatica e parlato del gergo comune. In particolare, come spiegò il presidente dopo l'elezione come capo-guida della Repubblica del Sudafrica, una poesia in inglese del poeta Britannico William Ernest Henley, del 1875, dal nome Invictus, dal latino "invitto", o "invincibile" della raccolta Vita e Morte (Echi), pubblicata per la prima volta nel 1888 all'interno del libro Book of Verses. Questa poesia per Mandela è stata il principale stimolo del suo continuare la vita in prigione nell'arco di 27 lunghi anni.

### La presidenza dell'African National Congress e del Sudafrica
Mandela fu liberato l'11 febbraio del 1990, giorno in cui tenne un memorabile discorso dal Municipio di Città del Capo. Nonostante la dura oppressione e la lunga detenzione, rinunciò a una strategia violenta e vendicativa in favore di un processo di riconciliazione e pacificazione.
Divenuto libero cittadino e Presidente dell'ANC, Nelson Mandela concorse contro De Klerk per la nuova carica di presidente del Sudafrica e il 27 aprile 1994 vinse le prime elezioni democratiche, diventando il primo capo di stato nero. De Klerk fu nominato vicepresidente. Come presidente (maggio 1994–giugno 1999), Mandela presiedette la transizione dal vecchio regime basato sull'apartheid alla democrazia, guadagnandosi il rispetto mondiale per il suo sostegno alla riconciliazione nazionale e internazionale. Tale transizione fu portata avanti tramite l'istituzione, da parte dello stesso Mandela, di un tribunale speciale, la cosiddetta Commissione per la Verità e la Riconciliazione (Truth and Reconciliation Commission, TRC). Un ruolo particolare svolse Mandela nell'ispirare e consigliare i rappresentanti dello Sinn Féin irlandese, impegnati nelle trattative di pace con il governo britannico.
Alcuni esponenti radicali furono delusi dalle mancate conquiste sociali durante il periodo del suo governo, nonché dall'incapacità del governo di dare risposte efficaci al dilagare dell'HIV/AIDS nel Paese. Questo nonostante l'ideazione, nel 1995, dell'ambizioso National AIDS Plan, secondo il quale tutti i ministeri erano chiamati a sviluppare programmi in base al proprio ambito di competenza e dove, per la prima volta, veniva stabilito che le persone affette da HIV/AIDS non dovevano patire alcuna forma di discriminazione. La mancanza di coordinamento, la decentralizzazione del potere e la frammentazione del sistema sanitario ereditato dall'apartheid resero però vano lo sforzo del governo Mandela e, nel 1996, il fallimento del Plan venne sancito anche dalle statistiche: il numero delle infezioni era addirittura raddoppiato, passando dal 7,6% al 14,2%.
Mandela stesso ammise, dopo il suo congedo, che forse aveva commesso qualche errore nel calcolare il possibile pericolo derivante dal diffondersi dell'AIDS.
Anche la decisione di impegnare le truppe sudafricane per opporsi al golpe del 1998 in Lesotho fu una scelta controversa.
Il 18 luglio 1998, giorno del suo ottantesimo compleanno, si sposò (per la terza volta) con Graça Machel.

### Il ritiro dalla vita politica

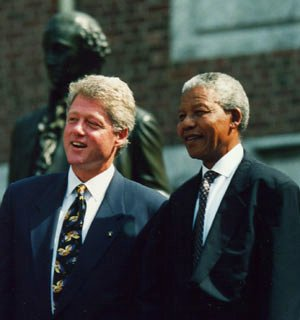
Bill Clinton e Nelson Mandela il 4 luglio 1993

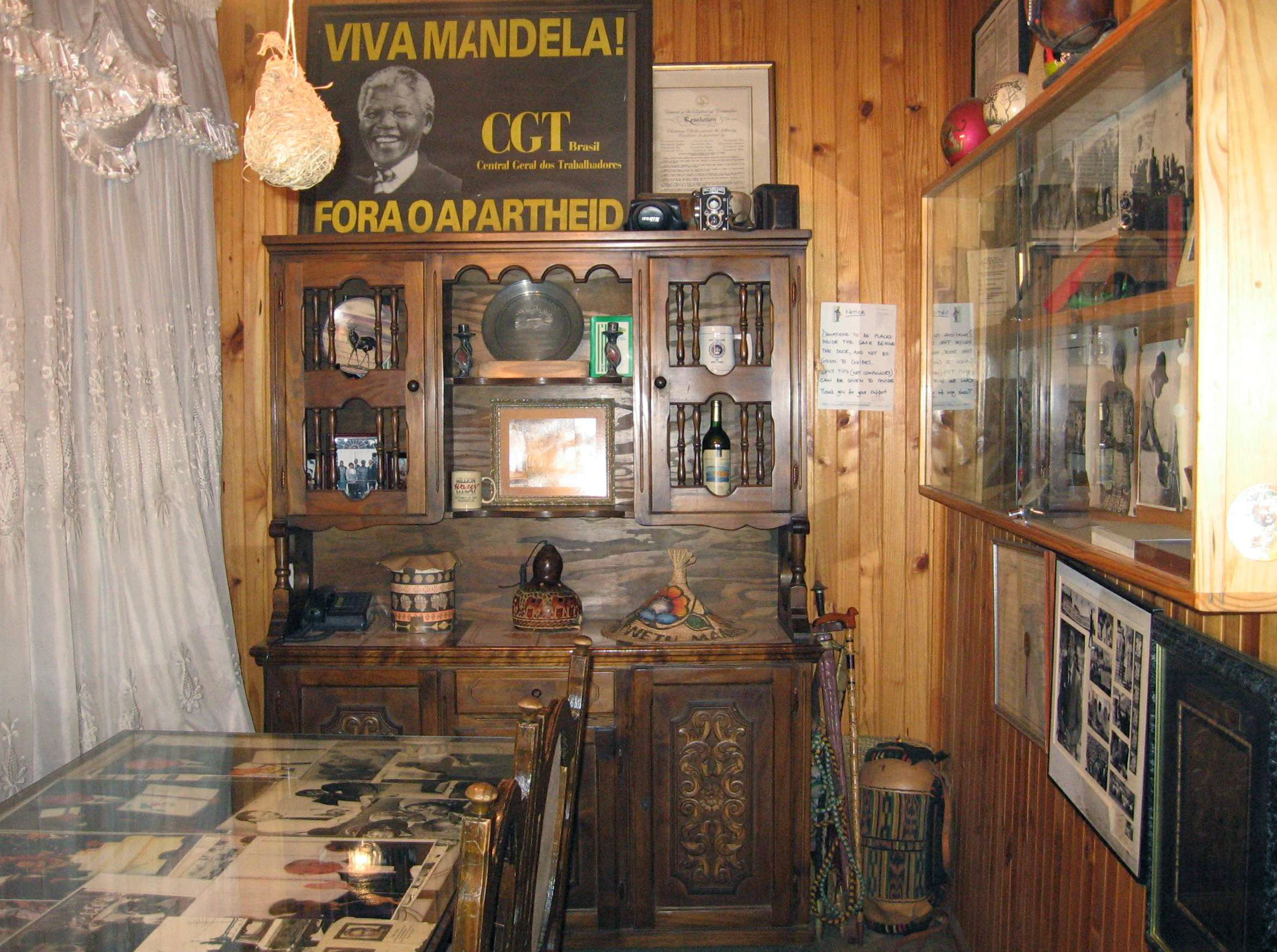
Il Mandela Family Museum a Soweto

Dopo aver abbandonato la carica di presidente nel 1999, Nelson Mandela ha proseguito il suo impegno e la sua azione di sostegno alle organizzazioni per i diritti sociali, civili e umani. Ha ricevuto numerose onorificenze, incluso l'Order of St. John dalla Regina Elisabetta II e la Presidential Medal of Freedom da George W. Bush.
Mandela è una delle due persone di origini non indiane (l'altra è Madre Teresa) ad aver ottenuto il Bharat Ratna, il più alto riconoscimento civile indiano (nel 1990). A testimonianza della sua fama va ricordata la visita del 1998 in Canada, durante la quale allo Skydome di Toronto parlò in una conferenza a 45.000 studenti che lo salutarono con intensi applausi. Nel 2001 ha ricevuto l'Ordine del Canada, primo straniero a ricevere la cittadinanza onoraria canadese.
Nel giugno 2004, all'età di ottantacinque anni, Mandela ha annunciato di volersi ritirare dalla vita politica e di voler passare il maggior tempo possibile con la sua famiglia, finché le condizioni di salute glielo avessero concesso. Ha comunque fatto un'eccezione nel luglio 2004 confermando il suo duraturo impegno nella lotta contro l'Aids recandosi a Bangkok per parlare alla XV conferenza internazionale sull'AIDS. Il 23 luglio 2004, con una cerimonia tenutasi a Orlando, Soweto, la città di Johannesburg gli ha conferito la più alta onorificenza cittadina, il "Freedom of the City", paragonabile alla consegna delle chiavi della città.
Il 27 giugno 2008 a Londra, in Hyde Park, si è svolto un grande concerto per ricordare i suoi novant'anni, il suo impegno nella lotta contro il razzismo e il suo contributo alla lotta contro l'AIDS. A sorpresa Nelson Mandela ha voluto essere presente al concerto, accolto da una straordinaria ovazione di circa 500 000 persone. Ai lati del palco campeggiava il numero 46664, il numero che era scritto sulla sua giubba durante la permanenza in carcere. Mandela ha pronunciato un breve discorso in cui ha ribadito le ragioni del suo impegno civile e politico, dopo aver ringraziato per la straordinaria manifestazione di affetto e di rispetto nei suoi confronti.
Il 18 luglio 2009, giorno del suo novantunesimo compleanno, i grandi dello spettacolo, della politica e della cultura mondiale (tra cui Carla Bruni col marito Nicolas Sarkozy, Stevie Wonder, Aretha Franklin, Gloria Gaynor, Zucchero Fornaciari, ecc.) gli hanno riservato al Radio City Music Hall di New York (USA) un tributo chiamato "Mandela Day". Durante i mondiali di calcio in Sudafrica del 2010, da lui fortemente voluti, non ha potuto presiedere alla cerimonia di apertura a causa di un grave lutto in famiglia: la nipote tredicenne, infatti, ha perso la vita in un incidente automobilistico proprio alla vigilia della manifestazione; tuttavia ha presenziato, a sorpresa, alla cerimonia di chiusura, poco prima che le due squadre finaliste scendessero in campo.

### Gli ultimi anni e la morte
Il 28 marzo 2013 viene ricoverato in un ospedale di Pretoria per una grave infezione polmonare, connessa ad una tubercolosi subita durante il periodo di prigionia; viene dimesso dopo pochi giorni, il 6 aprile 2013. Due mesi dopo, l'8 giugno 2013, viene nuovamente ricoverato in condizioni preoccupanti ma stabili.
Nella notte del 24 giugno 2013 le condizioni di Mandela si aggravano notevolmente, sempre in relazione alla grave infezione polmonare connessa alla vecchia tubercolosi. La mattina del 27 giugno, la famiglia viene convocata d'urgenza all'ospedale di Pretoria. La figlia maggiore, Makaziwe, ha parlato alla radio pubblica SABC, dichiarando: "Non voglio mentire. Mio padre è in uno stato molto critico. Può accadere da un momento all'altro - ha annunciato la primogenita di Madiba -. Papà è ancora tra noi, risponde al contatto. Dio sa quando sarà il momento. Aspettiamo con lui, con papà, che è ancora con noi, aprendo gli occhi e reagendo quando viene toccato". Il 4 luglio 2013 viene dichiarato in stato vegetativo permanente, ma la notizia viene successivamente smentita. Nelson Mandela è morto il 5 dicembre 2013 nella sua casa a Johannesburg all'età di 95 anni; a dare per primo l'annuncio è stato il Presidente del Sudafrica, Jacob Zuma, in diretta televisiva. Cinque giorni dopo, a Johannesburg, si è tenuta una commemorazione pubblica alla quale hanno partecipato i maggiori leader mondiali insieme a migliaia di sudafricani. Alla sepoltura ha assistito solo un gruppo ristretto di 450 persone composto dai familiari, alcuni amici, capi ed ex capi di Stato, alti esponenti dell'African National Congress (il partito al governo di cui fu capo Mandela) e dell'Unione Africana, sacerdoti e 15 leader tribali.
Mandela è stato sepolto nella tomba di famiglia presso il cimitero della cittadina di Qunu, dove ha passato l'infanzia. Il suo feretro è stato avvolto dalla bandiera sudafricana. Al suo funerale scoppiò uno scandalo a causa di un falso interprete della lingua dei segni sudafricana, che in realtà soffriva di una patologia simile alla schizofrenia, il quale ad un'intervista affermò di parlare con gli angeli. Ci fu una causa tra l'associazione dei sordi (SADC) ed il sindacato degli interpreti della SASL contro di lui.

## Vita privata
Mandela si è sposato tre volte ed ha avuto sei figli. La prima moglie è stata Evelyn Ntoko Mase dalla quale ha divorziato nel 1957 dopo quattordici anni di matrimonio e quattro figli, a causa di contrasti politici e religiosi. Il suo secondo matrimonio con Winnie Madikizela, che lo aveva sostenuto negli anni di carcerazione, è terminato con una separazione nell'aprile 1992 e il definitivo divorzio nel marzo 1996, alimentato pure da forti contrasti politici; da lei ebbe altre due figlie, Zenani (n. 1959) e Zindzi (1960-2020). A ottant'anni Mandela ha poi sposato Graça Machel.

### Convinzioni religiose
Mandela fu per tutta la vita un convinto cristiano, di confessione metodista. Sua madre, dopo la conversione al cristianesimo, fece battezzare il piccolo Madiba nella Chiesa metodista, e soprattutto lo iscrisse nelle scuole di questa chiesa: fu proprio la prima maestra a decidere che il nome Rolihlahla era troppo complicato e a ribattezzare il ragazzo con il nome, molto inglese, di Nelson. L'ingresso nella chiesa e nelle scuole metodiste sarebbe stato decisivo per tutta la vita di Mandela.
Ragazzo dotato, Mandela venne poi avviato alle scuole medie e superiori, sempre all'interno della Chiesa metodista. Mandela scrisse: «Vedevo che nella pratica tutte le conquiste degli africani sembravano realizzarsi attraverso il lavoro missionario della chiesa. [...] L'ambiente educativo delle scuole
missionarie — egli scrive — era molto più aperto di quanto non lo fossero le scuole governative». Le scuole metodiste erano allora rette da rigidi missionari anglosassoni, ma Nelson notò che essi avevano comunque il coraggio di dare la parola a intellettuali antiimperialisti, e che pastori e professori neri avevano il coraggio di resistere ai dirigenti bianchi.
Metodista era la sua terza moglie, Graça Machel, vedova del presidente del Mozambico: il rito evangelico di benedizione del matrimonio venne officiato dall'amico Desmond Tutu, vescovo anglicano, in presenza di amici induisti e musulmani.

## Edizioni italiane degli scritti e dei discorsi di Nelson Mandela
- La lotta è la mia vita, Bologna, Comitato unitario per l'amicizia, la cooperazione e la solidarietà con i popoli, 1982; 1985.
- La non facile strada della libertà, Roma, EL, 1986. ISBN 88-7910-180-3.
- Tre discorsi, Viterbo, Ed. del Centro di ricerca per la pace, 1991.
- Lungo cammino verso la libertà. Autobiografia, Milano, Feltrinelli, 1995. ISBN 88-07-17000-0.
- La violenza e la legge, Roma, Manifestolibri, 1995. ISBN 88-7285-087-8.
- Contro ogni razzismo. Discorsi in Africa, Europa e Nordamerica, Milano, A. Mondadori, 1996. ISBN 88-04-41480-4.
- Mai più schiavi! Sudafrica e Cuba nel mondo d'oggi, con Fidel Castro, Milano, A. Mondadori, 1996. ISBN 88-04-41828-1.
- Le mie fiabe africane, Roma, Donzelli, 2004. ISBN 88-7989-892-2.
- Io, Nelson Mandela, Milano, Sperling & Kupfer, 2022. ISBN 978-88-200-4959-1.
- Un mondo senza apartheid, Roma, L'espresso, 2011.
- Un nero nei tribunali dei bianchi, Roma, Castelvecchi, 2013. ISBN 978-88-6826-061-3.
- Parole per il mondo, Milano, Sperling & Kupfer, 2013. ISBN 978-88-200-5224-9.
- Un ideale per cui sono pronto a morire, Milano, Garzanti, 2014. ISBN 978-88-11-68749-8
- Un nuovo inizio, Londra, Feltrinelli, 2020. ISBN 978-88-11-68749-2[senza fonte]

## Onorificenze

### Onorificenze straniere
- 1988 - Premio Sakharov per la libertà di pensiero

## Omaggi
- Il gruppo musicale dei The Specials, nel 1984, gli ha dedicato una canzone dal titolo Free Nelson Mandela.
- Mandela, il 28 ottobre 1985, dopo ventuno anni di prigionia, ha ricevuto la cittadinanza onoraria dalla città di Firenze, la quale in seguito gli ha anche dedicato il principale palazzetto dello sport, rinominato Mandela Forum.
- Ha ricevuto nel 1987, durante la sua seconda edizione, il premio Colombe d'Oro per la Pace dell'Archivio Disarmo di Roma.[41]
- Ruud Gullit, allora calciatore del Milan, ha dedicato a Nelson Mandela il premio "Pallone d'oro" assegnatogli da France Football nel 1987.
- Il gruppo musicale Africa Unite gli ha dedicato una canzone intitolata Mandel'afreeque contenuta nel loro album d'esordio Llaka-Mjekrari del 1988
- Il gruppo musicale Simple Minds gli ha dedicato una canzone intitolata Mandela Day nel loro album del 1989 Street Fighting Years.
- Sempre nel 1989 il cantante Luca Barbarossa gli ha dedicato una canzone intitolata Mandela, contenuta nell'album Al di là del muro.
- Il 3 novembre 2004 è stato stipulato un accordo tra la Nelson Mandela Foundation e l'Associazione Palasport di Firenze per intitolare il palazzetto a Nelson Mandela per dodici anni.
- A Kingston, capitale della Giamaica, è stato dedicato un parco in suo onore.
- Dal 2010 si celebra il Nelson Mandela International Day, giornata internazionale in suo onore che si tiene annualmente il 18 luglio, giorno del genetliaco dell'ex presidente sudafricano.
- Il compositore Giovanni Allevi ha dedicato a Mandela un brano omonimo del suo album Sunrise, del 2012.
- Il gruppo musicale U2 nel 2013 ha dedicato a Mandela il singolo Ordinary Love, presente nella colonna sonora del film biografico Mandela - La lunga strada verso la libertà (Long Walk to Freedom).
- Il 19 febbraio 2004 l'Università degli studi del Molise conferì a Mandela la laurea honoris causa in Scienze della formazione primaria, ma le precarie condizioni di salute del leader sudafricano non consentirono di realizzare una cerimonia.
- Il rapper Rakim nel dicembre del 2013, dopo pochi giorni dalla morte di Mandela, lo ha omaggiato con il brano inedito "Madiba".
- Il rapper The Game si è tatuato il volto (di profilo) di Mandela sul dorso destro.
- Il 6 marzo 2014 in occasione della seconda Giornata europea dei Giusti gli è stato dedicato un albero nel Giardino dei Giusti di tutto il mondo di Milano.[42]
- Nel 2018 i Coldplay, sotto il nome “Los Unidades”, in occasione di un evento benefico per la pace tenutosi in Sudafrica, pubblicano un album per lo specifico evento, all’interno del quale è presente una canzone arrangiata con l’ausilio della voce campionata dello stesso Mandela.

## Film
- Nel 2007 il regista Bille August ha diretto Il colore della libertà - Goodbye Bafana (titolo originale Goodbye Bafana), film che racconta del rapporto tra Nelson Mandela e il secondino che ne seguì le vicende per lunghi anni.
- Nel 2009 Clint Eastwood ha diretto il film Invictus - L'invincibile con Morgan Freeman nei panni di Nelson Mandela nei primi anni della sua presidenza.
- Sempre nel 2009 il personaggio di Mandela appare nel film sulla apartheid Endgame, diretto da Pete Travis, dove l'attore Clarke Peters veste i panni di Mandela.
- Winnie Mandela (2011)
- Mandela - La lunga strada verso la libertà (2013)
- Atto di difesa – Nelson Mandela e il processo Rivonia (2017)